# Classic Artists - Jethro Tull
Classic Artists - Jethro Tull, sottotitolo Their Fully Authorised Story in a 2 Disc Deluxe Set, è un DVD del gruppo progressive rock inglese Jethro Tull, presentato per la collana Classic Artists, che raccoglie interviste ai componenti della band ed estratti di brani dal vivo e video, dal 1968 al 2008. È stato pubblicato in occasione del 40º anniversario di storia del gruppo.

## Disco 1

### Their Story
1. A New Day Yesterday
2. Minstrel in Gallery
3. Dharma for One
4. One For John Gee
5. Someday the Sun Won't Shine For You
6. Move on Alone
7. Cat's Squirrel
8. Nothing is Easy
9. Living in the Past
10. Aqualung
11. Hymm 43
12. With You There to Help Me
13. Cheap Day Return
14. Too Old to Rock'n'Roll
15. Under Wraps #1
16. A Passion Play
17. Steel Monkey
18. Budapest
19. Reasons for Waiting

## Disco 2

### Contenuti Extra
- Swing In (1969)
- Interviste estese
- Galleria Fotografica e Memorabilia

## Formazione
- Ian Anderson - voce, flauto traverso, chitarra acustica, mandolino
- Mick Abrahams - chitarra elettrica, voce
- Martin Barre - chitarra elettrica
- John Evan - tastiere
- Peter-John Vettese - tastiere
- Andrew Giddings - tastiere, chitarra
- Dave Pegg - basso, mandolino
- Glenn Cornick - basso
- Gerry Conway - batteria
- Mark Craney - batteria
- Doane Perry - batteria
- Eddie Jobson - tastiere
- Clive Bunker - batteria
- David/Dee Palmer - arrangiamento, tastiere, direzione